# Réseau de zones humides de l'Albanais
Réseau de zones humides de l'Albanais este o arie protejată (sit de importanță comunitară — SCI) din Franța întinsă pe o suprafață de 599 ha, integral pe uscat.

## Localizare
Centrul sitului Réseau de zones humides de l'Albanais este situat la coordonatele 45°46′00″N 5°57′16″E / 45.7667°N 5.95438°E.

## Înființare
Situl Réseau de zones humides de l'Albanais a fost declarat arie specială de conservare în baza directivei 92/43 din 1992 referitoare la conservarea habitatelor naturale și a faunei și florei sălbatice pentru a proteja 1 specie de plante și 7 specii de animale.

## Biodiversitate
Situată în ecoregiunile alpină și continentală, aria protejată conține 8 habitate naturale: Pajiști cu Molinia pe soluri calcaroase, turboase sau argilos-nămoloase (Molinion caeruleae), Mlaștini alcaline, Mlaștini turboase de tranziție și turbării mișcătoare, Ape puternic oligomezotrofe cu vegetație bentonică cu Chara spp., Păduri aluvionare cu Alnus glutinosa și Fraxinus excelsior (Alno-Padion, Alnion incanae, Salicion albae), Liziere de ierburi înalte hidrofile de câmpie și de nivel montan până la alpin, Mlaștini calcaroase cu Cladium mariscus și specii de Caricion davallianae, Izvoare petrifiante cu formare de travertin (Cratoneurion).
La baza desemnării sitului se află mai multe specii protejate:
- plante (1): moșișoare (Liparis loeselii)
- amfibieni (1): izvoraș-cu-burta-galbenă (Bombina variegata)
- nevertebrate (4): Austropotamobius pallipes, Coenagrion mercuriale, rădașcă (Lucanus cervus), fluturele purpuriu (Lycaena dispar)
- pești (2): zglăvoacă (Cottus gobio), clean dungat (Telestes souffia)